# Selaginella flacca
Selaginella flacca är en mosslummerväxtart som beskrevs av Arthur Hugh Garfit Alston. Selaginella flacca ingår i släktet mosslumrar, och familjen mosslummerväxter. Inga underarter finns listade i Catalogue of Life.